# Jake Busey
Jake Busey, född 15 juni 1971 i Los Angeles, USA, är en amerikansk skådespelare. Son till skådespelaren Gary Busey.

## Filmografi (urval)
- 1978 – Inte en chans
- 1994 – S.F.W.
- 1994 – Party Animals
- 1996 – The Frighteners
- 1997 – Starship Troopers
- 1997 – Kontakt
- 1998 – Enemy of the State
- 1998 – Home Fries
- 1998 – Black Cat Run
- 1999 – Held Up
- 1999 – Tail Lights Fade
- 2001 – Tomcats
- 2001 – Fast Sofa
- 2002 – The First 20 Million
- 2003 – Identity
- 2003 – Liftaren 2
- 2003 – Lost Junction
- 2004 – Julfritt
- 2005 – H.G. Wells' War of the Worlds
- 2005 – The Rain Makers
- 2005 – Code Breakers
- 2006 – Road House 2: Last Call
- 2006 – Death Row
- 2006 – Broken
- 2009 – Play Dead
- 2010 – The Killing Jar
- 2011 – Cross
- 2012 – Nazis at the Center of the Earth
- 2012 – Crazy Eyes
- 2013 – Sparks